# Ненасытная
«Ненасытная» (англ. The Insatiable) — американский хоррор 2006 года режиссёров Чака Концельмана и Кэри Соломона.
Съёмки проводились с июня по август 2005 года в Остине, штат Техас, США. В ноябре 2006 года фильм был показан в рамках «American Film Market Screening». Релизы на DVD: 28 марта 2007 года — Испания, 18 сентября 2007 года — США, 25 января 2008 года — Япония.
Фильм получил смешанные отзывы кинокритиков.

## Сюжет
Офисный работник Гарри Бальбо однажды становится свидетелем нападения женщины-вампира. Он решает поймать и убить существо. В собственном подвале он строит клетку, в которую заманивает вампиршу Татьяну. Но вместо того, чтобы убить, он изучает её, а затем влюбляется.

## В ролях
| Актёр              | Роль                 |
| ------------------ | -------------------- |
| Шон Патрик Флэнери | Гарри Бальбо         |
| Шарлотта Аянна     | Татьяна              |
| Майкл Бин          | Стрикленд            |
| Джон Уэртас        | Хавьер               |
| Джош Хопкинс       | Чет                  |
| Брэд Роу           | Ронни Кляйн          |
| Тия Сиркар         | Лиза                 |
| Бойд Кестнер       | детектив Майкл Лопер |